# Lijst van voetbalinterlands Finland - Noord-Ierland
Deze lijst van voetbalinterlands is een overzicht van alle officiële voetbalwedstrijden tussen de nationale teams van Finland en Noord-Ierland. De landen speelden tot op heden elf keer tegen elkaar. De eerste ontmoeting, een kwalificatiewedstrijd voor het Wereldkampioenschap voetbal 1986, werd gespeeld op 27 mei 1984 in Pori. Het laatste duel, een kwalificatiewedstrijd voor het Europees kampioenschap voetbal 2024, vond plaats in Helsinki op 17 november 2023.

## Wedstrijden
| №  | Plaats   | Datum            | Competitie           | Wedstrijd               | Uitslag |
| -- | -------- | ---------------- | -------------------- | ----------------------- | ------- |
| 1  | Pori     | 27 mei 1984      | WK 1986 kwalificatie | Finland – Noord-Ierland | 1 – 0   |
| 2  | Belfast  | 14 november 1984 | WK 1986 kwalificatie | Noord-Ierland – Finland | 2 – 1   |
| 3  | Belfast  | 10 oktober 1998  | EK 2000 kwalificatie | Noord-Ierland – Finland | 1 – 0   |
| 4  | Helsinki | 9 oktober 1999   | EK 2000 kwalificatie | Finland – Noord-Ierland | 4 – 1   |
| 5  | Belfast  | 12 februari 2003 | Vriendschappelijk    | Noord-Ierland − Finland | 0 − 1   |
| 6  | Helsinki | 16 augustus 2006 | Vriendschappelijk    | Finland − Noord-Ierland | 1 − 2   |
| 7  | Belfast  | 15 augustus 2012 | Vriendschappelijk    | Noord-Ierland – Finland | 3 – 3   |
| 8  | Belfast  | 29 maart 2015    | EK 2016 kwalificatie | Noord-Ierland – Finland | 2 – 1   |
| 9  | Helsinki | 11 oktober 2015  | EK 2016 kwalificatie | Finland – Noord-Ierland | 1 – 1   |
| 10 | Belfast  | 26 maart 2023    | EK 2024 kwalificatie | Noord-Ierland − Finland | 0 − 1   |
| 11 | Helsinki | 17 november 2023 | EK 2024 kwalificatie | Finland − Noord-Ierland | 4 − 0   |

## Samenvatting
| Competitie        | Totaal gespeeld | Winst Finland | Gelijk | Winst Noord-Ierland | Doelsaldo Finland – Noord-Ierland |
| ----------------- | --------------- | ------------- | ------ | ------------------- | --------------------------------- |
| WK-kwalificatie   | 2               | 1             | 0      | 1                   | 2 − 2                             |
| EK-kwalificatie   | 6               | 3             | 1      | 2                   | 11 − 5                            |
| Vriendschappelijk | 3               | 1             | 1      | 1                   | 5 − 5                             |
| Totaal            | 11              | 5             | 2      | 4                   | 18 − 12                           |

Wedstrijden bepaald door strafschoppen worden, in lijn met de FIFA, als een gelijkspel gerekend.

## Details

### Eerste ontmoeting
| WK-kwalificatie (Pori, Finland, 27 mei 1984): |       |               |
| Finland                                       | 1 – 0 | Noord-Ierland |
| Ari Valvee 55'                                | goals |               |

### Tweede ontmoeting
| WK-kwalificatie (Belfast, Noord-Ierland, 14 november 1984): |       |                   |
| Noord-Ierland                                               | 2 – 1 | Finland           |
| John O'Neill 42' Gerald Armstrong 51'                       | goals | 22' Mika Lipponen |

### Derde ontmoeting
| EK-kwalificatie (Belfast, Noord-Ierland, 10 oktober 1998): |       |         |
| Noord-Ierland                                              | 1 – 0 | Finland |
| Keith Rowland 36'                                          | goals |         |

### Vierde ontmoeting
| EK-kwalificatie (Helsinki, Finland, 9 oktober 1999):                     |       |                  |
| Finland                                                                  | 4 – 1 | Noord-Ierland    |
| Jonatan Johansson 9' Sami Hyypiä 63' Joonas Kolkka 73' Joonas Kolkka 83' | goals | 59' Jeff Whitley |

### Vijfde ontmoeting
| Vriendschappelijk (Belfast, Noord-Ierland, 12 februari 2003): |       |                 |
| Noord-Ierland                                                 | 0 – 1 | Finland         |
|                                                               | goals | 49' Sami Hyypiä |

### Zesde ontmoeting
| Vriendschappelijk (Helsinki, Finland, 16 augustus 2006): |       |                                   |
| Finland                                                  | 1 – 2 | Noord-Ierland                     |
| Mika Väyrynen 74'                                        | goals | 32' David Healy 64' Kyle Lafferty |

### Zevende ontmoeting
| Vriendschappelijk (Belfast, Noord-Ierland, 15 augustus 2012):    |       |                                                    |
| Noord-Ierland                                                    | 3 – 3 | Finland                                            |
| Shane Ferguson 7' Daniel Lafferty 19' Martin Paterson 83' (pen.) | goals | 22' Tim Sparv 24' Teemu Pukki 78' Përparim Hetemaj |

### Achtste ontmoeting
| EK 2016 kwalificatie (scheidsrechter Szymon Marciniak, Belfast, 29 maart 2015):                                                                              |              | |
| Noord-Ierland | 2 – 1        | Finland |
| Kyle Lafferty 33' Kyle Lafferty 38' | goals        | 90' Berat Sadik |
| Michael O'Neill | bondscoach   | Mika-Matti Paatelainen |
| Roy Carroll Chris Baird Gareth McAuley Jonny Evans Conor McLaughlin Steve Davis 46' Chris Brunt Niall McGinn 64' Oliver Norwood Kyle Lafferty 79' Jamie Ward | opstellingen | Lukáš Hrádecký Sebastian Sorsa Sakari Mattila Niklas Moisander 46' Joona Toivio Jere Uronen Roman Jerjomenko Tim Sparv 43' Kasper Hämäläinen Alexander Ring 46' Teemu Pukki |
| Corry Evans 46' Stuart Dallas 64' Josh Magennis 79' | wissels      | 43' Joel Pohjanpalo 46' Paulus Arajuuri 46' Berat Sadik |
| Chris Baird 63' Chris Brunt 67' | gele kaarten | 70' Joel Pohjanpalo 79' Paulus Arajuuri |

### Negende ontmoeting
| EK 2016 kwalificatie (scheidsrechter Sergej Karasjov, Helsinki, 11 oktober 2015): |       |                    |
| Finland                                                                           | 1 – 1 | Noord-Ierland      |
| Paulus Arajuuri 87'                                                               | goals | 31' Craig Cathcart |

Finse voetbalbond · A-internationals · Bondscoaches · Statistieken · Fins vrouwenelftal · Olympisch elftal · Finland U21 · Finland U20 · Finland U19 · Finland U18 · Finland U17 · Finland U16
1911 – 1919 ·
1920 – 1929 ·
1930 – 1939 ·
1940 – 1949 ·
1950 – 1959 ·
1960 – 1969 ·
1970 – 1979 ·
1980 – 1989 ·
1990 – 1999 ·
2000 – 2009 ·
2010 – 2019 ·
2020 − 2029
EK 2020
OS 1912 ·
OS 1936 ·
OS 1952 ·
OS 1980
1911 · 
1912 · 
1913 · 
1914 · 
1915 · 1916 · 1917 · 1918 · 
1919 · 
1920 · 
1921 · 
1922 · 
1923 · 
1924 · 
1925 · 
1926 · 
1927 · 
1928 · 
1929 · 
1930 · 
1931 · 
1932 · 
1933 · 
1934 · 
1935 · 
1936 · 
1937 · 
1938 · 
1939 · 
1940 · 
1941 · 
1942 · 
1943 · 
1944 · 
1945 · 
1946 · 
1947 · 
1948 · 
1949 · 
1950 · 
1952 · 
1952 · 
1953 · 
1954 · 
1955 · 
1956 · 
1957 · 
1958 · 
1959 · 
1960 · 
1961 · 
1962 · 
1963 · 
1964 · 
1965 · 
1966 · 
1967 · 
1968 · 
1969 · 
1970 · 
1971 · 
1972 · 
1973 · 
1974 · 
1975 · 
1976 · 
1977 · 
1978 · 
1979 · 
1980 · 
1981 · 
1982 · 
1983 · 
1984 · 
1985 · 
1986 · 
1987 · 
1988 · 
1989 · 
1990 · 
1991 · 
1992 · 
1993 · 
1994 · 
1995 · 
1996 · 
1997 · 
1998 · 
1999 · 
2000 · 
2001 · 
2002 · 
2003 · 
2004 · 
2005 · 
2006 · 
2007 · 
2008 · 
2009 · 
2010 · 
2011 · 
2012 · 
2013 · 
2014 · 
2015 · 
2016 · 
2017 · 
2018 ·
2019 ·
2020
Albanië ·
Algerije ·
Andorra ·
Armenië ·
Azerbeidzjan ·
Bahrein ·
Barbados ·
België ·
Bermuda ·
Bolivia ·
Bosnië en Herzegovina ·
Brazilië ·
Bulgarije ·
Canada ·
Chili ·
China ·
Colombia ·
Costa Rica ·
Cyprus ·
Denemarken ·
DDR ·
(West-)Duitsland ·
Ecuador ·
Egypte ·
Engeland ·
Estland ·
Faeröer ·
Frankrijk ·
Georgië ·
Griekenland ·
Honduras ·
Hongarije ·
Ierland ·
IJsland ·
India ·
Irak ·
Israël ·
Italië ·
Japan ·
Jemen ·
Joegoslavië ·
Jordanië ·
Kameroen ·
Kazachstan ·
Koeweit ·
Kosovo ·
Kroatië ·
Letland ·
Liechtenstein ·
Litouwen ·
Luxemburg ·
Maleisië ·
Malta ·
Marokko ·
Mexico ·
Moldavië ·
Montenegro ·
Nederland ·
Noord-Ierland ·
Noord-Korea ·
Noord-Macedonië ·
Noorwegen ·
Oekraïne · 
Oman ·
Oostenrijk ·
Peru ·
Polen ·
Portugal ·
Qatar ·
Roemenië ·
Rusland ·
San Marino ·
Saoedi-Arabië ·
Schotland ·
Servië ·
Servië en Montenegro ·
Singapore ·
Slovenië ·
Slowakije ·
Sovjet-Unie ·
Spanje ·
Thailand ·
Trinidad en Tobago ·
Tsjechië ·
Tsjecho-Slowakije ·
Tunesië ·
Turkije ·
Uruguay ·
Verenigde Arabische Emiraten ·
Verenigde Staten ·
Wales ·
Wit-Rusland ·
Zuid-Korea ·
Zweden ·
Zwitserland
België (2021) · 
Denemarken (2021) · 
Rusland (2021)
IFA · A-internationals · Selecties · Bondscoaches · Noord-Iers vrouwenelftal · Brits olympisch elftal · N-Ierland U21 · N-Ierland U20 · N-Ierland U19 · N-Ierland U18 · N-Ierland U17 · N-Ierland U16
1882 – 1899 ·
1900 – 1919 ·
1920 – 1929 ·
1930 – 1939 ·
1940 – 1949 ·
1950 – 1959 ·
1960 – 1969 ·
1970 – 1979 ·
1980 – 1989 ·
1990 – 1999 ·
2000 – 2009 ·
2010 – 2019 ·
2020 – 2029
EK 2016
WK 1958 · 
WK 1982 · 
WK 1986
1921 · 
1922 · 
1923 · 
1924 · 
1925 · 
1926 · 
1927 · 
1928 · 
1929 · 
1930 · 
1931 · 
1932 · 
1933 · 
1934 · 
1935 · 
1936 · 
1937 · 
1938 · 
1939 · 
1940 · 1941 · 1942 · 1943 · 1944 · 1945 · 
1946 · 
1947 · 
1948 · 
1949 · 
1950 · 
1952 · 
1952 · 
1953 · 
1954 · 
1955 · 
1956 · 
1957 · 
1958 · 
1959 · 
1960 · 
1961 · 
1962 · 
1963 · 
1964 · 
1965 · 
1966 · 
1967 · 
1968 · 
1969 · 
1970 · 
1971 · 
1972 · 
1973 · 
1974 · 
1975 · 
1976 · 
1977 · 
1978 · 
1979 · 
1980 · 
1981 · 
1982 · 
1983 · 
1984 · 
1985 · 
1986 · 
1987 · 
1988 · 
1989 · 
1990 ·
1991 · 
1992 · 
1993 · 
1994 · 
1995 · 
1996 · 
1997 · 
1998 · 
1999 · 
2000 · 
2001 · 
2002 · 
2003 · 
2004 · 
2005 · 
2006 · 
2007 · 
2008 · 
2009 · 
2010 · 
2011 · 
2012 · 
2013 · 
2014 · 
2015 · 
2016 · 
2017 · 
2018 · 
2019 · 
2020 · 
2021 ·
2022 ·
2023 ·
2024
Albanië ·
Algerije ·
Andorra ·
Argentinië ·
Armenië ·
Australië ·
Azerbeidzjan ·
Barbados ·
België ·
Bosnië en Herzegovina ·
Brazilië ·
Bulgarije ·
Canada ·
Chili ·
Colombia ·
Costa Rica ·
Cyprus ·
Denemarken ·
Duitsland ·
Engeland ·
Estland ·
Faeröer ·
Finland ·
Frankrijk ·
Georgië · 
Griekenland ·
Honduras ·
Hongarije ·
Ierland ·
IJsland ·
Israël ·
Italië ·
Joegoslavië ·
Kazachstan ·
Kosovo ·
Kroatië ·
Letland ·
Liechtenstein ·
Litouwen ·
Luxemburg · 
Malta ·
Marokko ·
Mexico ·
Moldavië ·
Montenegro ·
Nederland ·
Nieuw-Zeeland ·
Noorwegen ·
Oekraïne ·
Oostenrijk ·
Panama ·
Polen ·
Portugal ·
Qatar ·
Roemenië ·
Rusland ·
Saint Kitts en Nevis ·
San Marino ·
Schotland ·
Servië ·
Servië en Montenegro ·
Slovenië ·
Slowakije ·
Sovjet-Unie ·
Spanje ·
Thailand ·
Trinidad en Tobago ·
Tsjechië ·
Tsjecho-Slowakije ·
Turkije ·
Uruguay ·
Verenigde Staten ·
Wales ·
Wit-Rusland · 
Zuid-Korea ·
Zweden ·
Zwitserland
Frankrijk (1982) · Oekraïne (2016) · Oostenrijk (1982) · Polen (2016)